# Tim & Eric's Bedtime Stories
Tim & Eric's Bedtime Stories, noto anche come Bedtime Stories, è una serie televisiva statunitense del 2013, creata da Tim Heidecker e Eric Wareheim.
La serie è stata trasmessa per la prima volta negli Stati Uniti su Adult Swim dal 18 settembre 2014 al 1º ottobre 2017, per un totale di 13 episodi ripartiti su due stagioni.

## Episodi
| Stagione         | Episodi | Prima TV USA | Prima TV Italia |
| ---------------- | ------- | ------------ | --------------- |
| Prima stagione   | 7       | 2014         | inedita         |
| Seconda stagione | 6       | 2017         | inedita         |
| Speciali         | 2       | 2015         | inediti         |

## Sviluppo
Secondo la rete, la serie avrebbe segnato un allontanamento stilistico dal precedente spettacolo del duo comico, Tim and Eric Awesome Show, Great Job!. La serie ha una durata media di circa un quarto d'ora a episodio e, secondo i revisori, c'è anche una sorta di rivisitazione di The Twilight Zone.
Il pilota è andato in onda nella mezzanotte del 31 ottobre 2013, come uno speciale di Halloween. Secondo Tim Heidecker, il pilota è stato prodotto nello stesso anno senza avere un'idea chiara sul continuo dello show, atteso per la fine di quell'anno. 
Il 7 maggio 2015, due nuovi episodi di mezz'ora sono stati annunciati per essere mandati poi in onda nell'autunno del 2015.
Il 16 giugno 2016, Tim Heidecker ha annunciato in un'intervista che la seconda stagione durerà ben 30 minuti a episodio e che la messa in onda è prevista per il 2017.